# Gange
Le Gange (hindi : गंगा Gaṅgā, ourdou : گنگا, bengali : গঙ্গা Gōnga) est un fleuve de la plaine indo-gangétique, au nord de l'Inde. Sa longueur varie suivant les sources de 2 500 à 3 000 km, son bassin recouvre 907 000 km2 et son delta est commun avec celui du Brahmapoutre.
Le Gange est la plus sainte des sept rivières sacrées de l'Inde.

## Trajet
Le cours du Gange débute à Devprayag (État d'Uttarakhand), au confluent du Bhagirathi (qui prend sa source au glacier de Gangotri dans l'Himalaya) et de l'Alaknanda (qui descend du Nanda Devi).
Il traverse ensuite Haridwar, situé à 300 m d'altitude, et coule à travers la plaine indo-gangétique, perdant peu de dénivelé tout en collectant un certain nombre d'affluents : la Yamuna (1 300 km), la Karnali (1 080 km) à Chapra, le Gandaki (700 km) à Hajipur, la Ramganga (640 km) peu avant Prayagraj, la Son (784 km) à Patna, la Koshi (700 km) près de Bhagalpur, la Gomtî ou Gomati (675 km) près de Varanasi, la Dâmodar (541 km) au sud de Calcutta.
Le Gange se jette dans le golfe du Bengale en formant un important delta appelé Sundarbans, où il se mêle au Brahmapoutre. Une branche indienne de ce delta forme la Hooghly qui traverse Calcutta. Une autre branche majeure qui coule au Bangladesh se nomme Padma avant de se joindre au Brahmapoutre (rebaptisé là Jamuna) pour se jeter dans la Meghna.

### Avulsion
Selon une étude, un puissant séisme (de magnitude 7,5 à 8) survenu il y a environ 2 500 ans aurait déplacé le cours du fleuve dans son delta. L'ancien canal fluvial, parallèle à l'actuel, a été retrouvé à environ 100 km au sud de Dacca.

## Hydrologie
Son débit minimum est de 1 041 m3/s, et son maximum est 60 000 m3/s.

## Signification religieuse

### Dans l'hindouisme
Le Gange est considéré comme sacré par les hindous: l'immersion dans le Gange libérerait le croyant de ses péchés et répandre des cendres dans le fleuve pourrait apporter un futur meilleur et même permettre d'atteindre le moksha (Nirvana) ou délivrance, c'est-à-dire la sortie du monde phénoménal. Pour les hindous, l'eau du Gange possède la vertu de purifier le corps des humains et de libérer l'âme des défunts.
Le Gange est vu comme l'ultime vérité, l'ultime réalité au sens spirituel. C'est Shiva qui tient la source du Gange dans ses cheveux, dénommés jata-mukuta : Shiva est aussi appelé Gangadhara.
L'histoire raconte que c'est un roi qui, cherchant la prospérité pour la terre, implora la déesse Ganga. Le roi Bhagiratha fut exaucé mais la déesse crut que les flots du Gange submergeraient la terre, c'est pourquoi elle les mit dans la coiffe d'un dieu : Shiva. Ce dernier libéra ensuite le fleuve de ses cheveux.

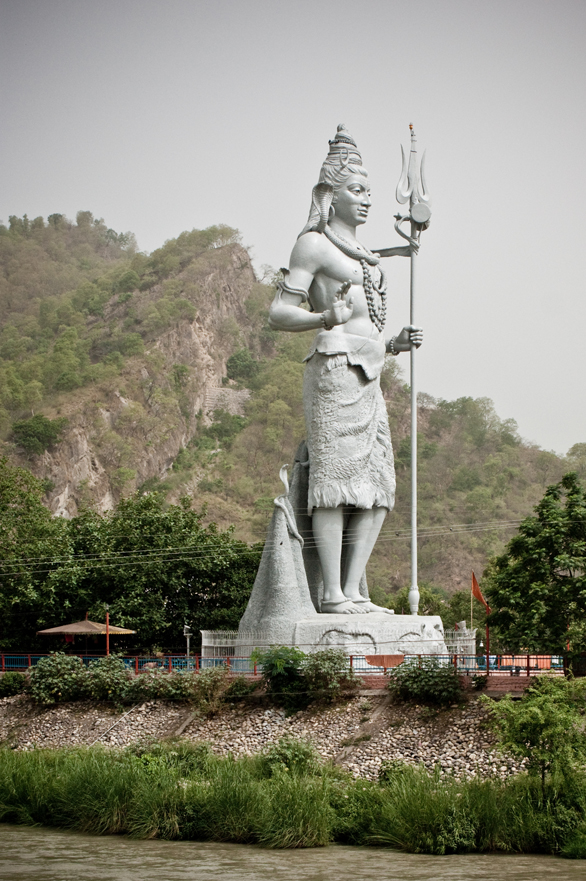
Statue de Shiva sur le bord du Gange à Haridwar.

Quand un pèlerin se baigne dans le Gange, c'est le symbole de la recherche de l'union avec l'ultime vérité. Le Gange est pris comme fleuve apportant la sagesse spirituelle.
Les dévots hindous font des pèlerinages pour se baigner dans ses eaux et pratiquer la méditation sur ses rives. Plusieurs sites sacrés hindous se trouvent le long des rives du Gange, comme Haridwar et Bénarès.
La Yamuna, une rivière importante et presque aussi sacrée, est un affluent du Gange dans lequel il se jette à Prayagraj. Tous les douze ans se tient, au confluent des deux cours d'eau — là où se trouverait également le confluent avec la Sarasvati (rivière mystique et invisible) —, la Kumbh Mela, qui veut dire « fête de la cruche »; un rassemblement religieux qui réunit plusieurs dizaines de millions de personnes.

### Dans la mythologie gréco-romaine
Dans la mythologie gréco-romaine, Gangès (en grec ancien Γάγγης / Gángēs) est le dieu fleuve du Gange, fils d'Indos et de la nymphe Calauria. Il est le père de Limnée, la nymphe qui devient mère de l'archer indien Athis.

## Importance économique et humaine
Les eaux du Gange irriguent 30 % du territoire indien et 450 millions de personnes, soit 40 % de la population.

## Histoire
Les sources du Gange sont découvertes le 13 mai 1808 par une expédition militaire commandée par William Spencer Webb.
En 1818 par les explorateurs James Dowling Herbert et John Anthony Hodgson confirment la découverte,.

## Écosystème et pollution
Le fleuve comporte deux barrages principaux. Le premier près d'Haridwar détourne une grande partie de l'eau de fonte himalayenne dans le canal supérieur du Gange, construit par les Britanniques en 1854 pour irriguer les terres environnantes. Ce détournement des eaux est la cause principale de la détérioration de la navigabilité du fleuve. L'autre barrage est situé près de Farakka, près du point d'entrée du fleuve au Bangladesh et qui détourne une partie des eaux vers la Hooghly qui alimente la partie ouest du delta du Bengale et la ville de Kolkata. Ce barrage est une source de conflits entre l'Inde et le Bangladesh depuis sa construction en 1975.
Le Gange est très pollué : en 2018, on estime qu'il reçoit trois milliards de litres d'eaux usées par jour, et présente un taux de pollution trois mille fois supérieur aux normes de l'Organisation mondiale de la santé.

### Pollution humaine
Le Gange reçoit chaque jour les restes de quelque 475 cadavres humains et  de 1 800 tonnes de bois utilisées pour les crémations, ainsi que 10 000 carcasses d'animaux qui y sont abandonnées, ce qui est une importante cause de pollution. Différentes méthodes ont été pensées pour aider à sa dépollution, comme la construction de stations d’épuration et leur raccordement à des kilomètres d’égouts, la construction de milliers de toilettes publiques et de crématoires électriques — comme ceux de Varanasi — mais ils ne sont guère utilisés que par les indigents. Il a été aussi opéré à des lâchers de milliers de tortues nécrophages pour que celles-ci puissent dévorer les cadavres insuffisamment brûlés, mais les reptiles ont été capturés et consommés par les riverains pauvres.
Mourir sur les bords du Gange, à Bénarès, permet d'atteindre la Moksha, c'est-à-dire la libération finale de l'âme dans l'hindouisme, un grand nombre de fidèles viennent donc y mourir.

### Pollution industrielle
Entre le barrage de Tehri et son embouchure, plus de 760 usines versent des déchets classés comme très toxiques dans le Gange : distilleries, tanneries, raffineries, ou encore usines de pâte à papier. Les tanneries traitent les peaux avec du chrome, qui finit dans les eaux du fleuve. Le chrome hexavalent est un composé toxique et cancérigène .
Dès le XVIIe siècle, la propreté de l'eau du Gange est débattue par le voyageur Jean-Baptiste Tavernier : « Comme nous fûmes au Gange nous bûmes chacun un verre de vin où nous mîmes de l'eau, ce qui nous causa quelque mal de ventre ; mais nos valets qui la burent seule en furent bien plus tourmentés que nous. Les Hollandois qui ont leur maison sur le bord du Gange ne boivent point de l'eau de cette rivière qu'elle ne foit bouillie ; et pour ce qui est des naturels du païs ils y sont accoûtumez de jeunesse, le Roy même et toute la Cour n'en buvant point d'autre. »
La pollution du Gange est déjà soulignée par l'écrivain américain Mark Twain lors de son passage dans la ville de Varanasi, à la fin du XIXe siècle.
En 1985, le Gange a été proclamé « héritage national » et une Autorité centrale du Gange est fondée. Les premières analyses qui ont été effectuées l'année suivante dans un affluent où se déversent les égouts de Varanasi et qui se jette lui-même dans le fleuve en aval de la ville ont révélé un taux de coliformes fécaux de 1,5 million d'unités par décilitre, le maximum autorisé étant de 500 unités.
La capitale New Delhi déverse quotidiennement dans la Yamuna 250 000 mètres cubes d'eaux usées domestiques et 20 000 mètres cubes d'eaux usées industrielles qui finiront par se déverser dans le Gange. La ville avait pourtant été dotée dès 1937 d'une première station d’épuration.
Le Gange possède cependant des capacités d'auto-épuration (ou auto-dépollution) importantes, c'est-à-dire que par l'action des bactéries et le transfert d'oxygène depuis l'atmosphère par la surface du fleuve, une grande partie de la pollution organique peut être éliminée en quelques kilomètres. Cette auto-épuration n'empêche pas que sa qualité soit très dégradée par ces rejets.
En 2014, Narendra Modi lance un plan de sauvetage du fleuve appelé Namami Gange (« Obéissance au Gange »), qui vise notamment à fermer les usines les plus polluantes, et construire des centres de traitement des eaux. Cependant en 2018, les trois quarts des eaux usées rejetées dans le fleuve ne sont pas traitées, et ce plan est généralement considéré comme un échec.

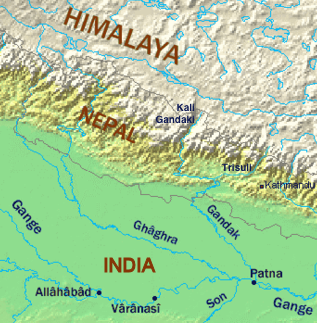
Le cours du Gange.
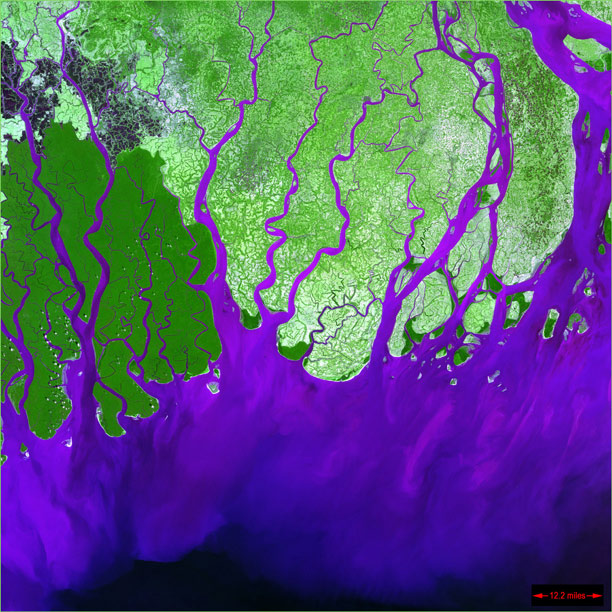
L'embouchure du Gange.

### Faune et flore
Le Gange est un écosystème riche et particulier qui comporte notamment deux espèces de dauphins — le dauphin du Gange (Platanista gangetica) et le dauphin de l'Irrawaddy (Orcælla brevirostris) — et un requin d'eau douce, le Glyphis gangeticus.
Les écosystèmes du delta du Gange et de son bassin versant ont été identifiés par le WWF (Fonds mondial pour la nature) et The Nature Conservancy (TNC) comme une des 426 écorégions d'eau douce de la planète.

## Quelques aspects culturels

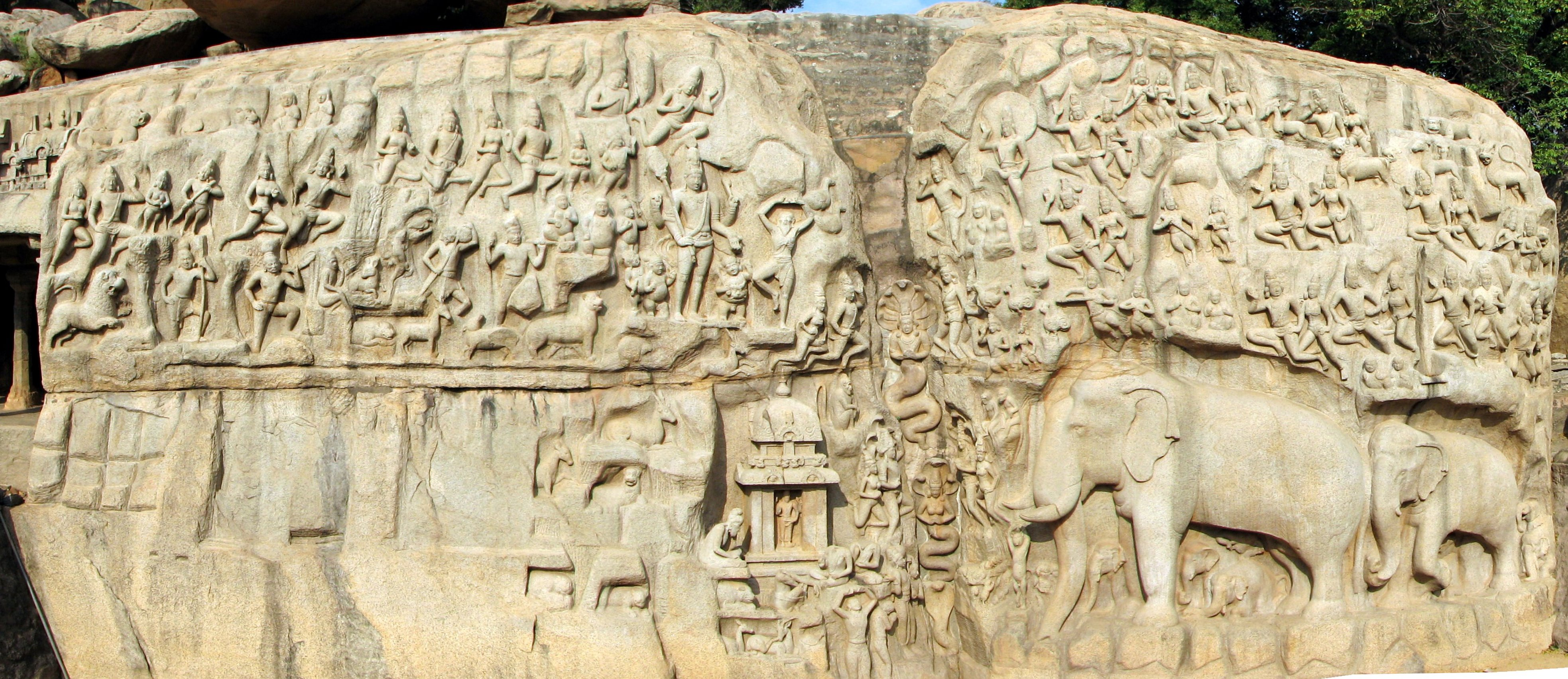
La descente du Gange : le plus grand bas relief au monde, dans le village de Mahabalipuram, dans le Tamil Nadu.

Dans le village de Mahabalipuram, dans le Tamil Nadu, se trouve le plus grand bas-relief au monde, souvent considéré comme une illustration de la descente du Gange.
Au XIe siècle, le roi chola Rajendra I déplace la capitale à Gangaikondacholapuram ou « Cité du Chola qui a conquis le Gange ». Une ville nouvelle bâtie et baptisée à l'occasion des victoires militaires et politiques du souverain sur les Pâlas, qui régnaient sur le Bengale et la plaine gangétique inférieure. La cité tout entière, qui comporte un temple important, avait été lustrée d'eau amenée du Gange. À l'extérieur de la ville, il fait construire le Chola Gangam ou « Gange des Chola », maintenant appelé Lac de Ponneri, un grand bassin rempli des eaux saintes du fleuve.
Dans l'opéra L'honestà negli amori du compositeur italien Alessandro Scarlatti, une aria intitulée Già il sole dal Gange ou « Déjà le soleil du Gange », fait référence au fleuve.
Dans le palais de Jaipur, on peut voir exposées deux énormes urnes, les plus grandes au monde, fabriquées avec 243 kilogrammes d'argent chacune et qui servirent au maharaja Madho Singh II à transporter plus de 30 000 litres d'eau du Gange lors de son voyage de 1902 au Royaume-Uni.
Le complexe du Palais de Tirta Gangga dans l'est de Bali, en Indonésie, est nommé d'après le Gange. C'est un site désigné Patirthan dans l'hindouisme balinais et indonésien, c'est-à-dire un temple consacré aux rituels religieux autour d'une source d'eau.
En 1950, Jean Renoir signe sa première réalisation en couleurs, Le Fleuve, tourné au bord du Gange et qui remporte le prix international de la critique à la Mostra de Venise en 1951.
Après sa mort en 2001, les cendres de George Harrison furent déversées dans le Gange, lors d'une cérémonie intime aux coutumes hindoues.

## Personnalité juridique
Le 20 mars 2017 — quelques jours après l'adoption d'une mesure équivalente concernant le Whanganui (Nouvelle-Zélande) —, la haute cour de l'État himalayen de l'Uttarakhand décrète que le Gange et la Yamuna, sont des « entités vivantes ayant le statut de personne morale »
. Selon l'avocat de la cour suprême, Nipun Saxena, la décision est « un précédent historique car il utilise le concept de personne morale, qui n'a été utilisé que pour les idoles (religieuses) jusqu'à maintenant, et étend son application aux rivières ». Le décret précise que les cours d'eau seront représentés par des tuteurs légaux ; le directeur du programme Namami Gange (en), le secrétaire en chef et l'avocat général de l'Uttarakhand sont ainsi « tenus de maintenir le statut des rivières et de promouvoir leur santé et leur bien-être ». L'État de l’Uttrakhand fait appel et la Cour suprême de l'Inde annule finalement la décision en juillet 2017,. L’auteur de la pétition à l’origine de la première décision de la Haute cour de l’Uttrakhand, Mohammad Saleem, fait appel. La juriste Valérie Cabanes relève que Haute Cour de l’Uttarakhand avait reconnu le Gange « comme une personne possédant des droits humains, mais aussi des devoirs », et avait « ensuite nommé un panel de personnalités pour agir en tant que « parents » du Gange », conduisant le secrétaire en chef de l’Uttarakhand à saisir la Cour suprême indienne « au motif qu’il craignait d’être désigné comme responsable en cas de noyade dans le Gange, se voyant garant des droits mais aussi de supposés devoirs du fleuve de ne porter préjudice à quiconque ».